# شین-کامیگوتو
شین-کامیگوتو (به لاتین: Shin-Kamigotō) یک منطقهٔ مسکونی در ژاپن است که در استان ناگاساکی واقع شده‌است. شین-کامیگوتو ۲۱٬۱۸۳ نفر جمعیت دارد.

## نگارخانه

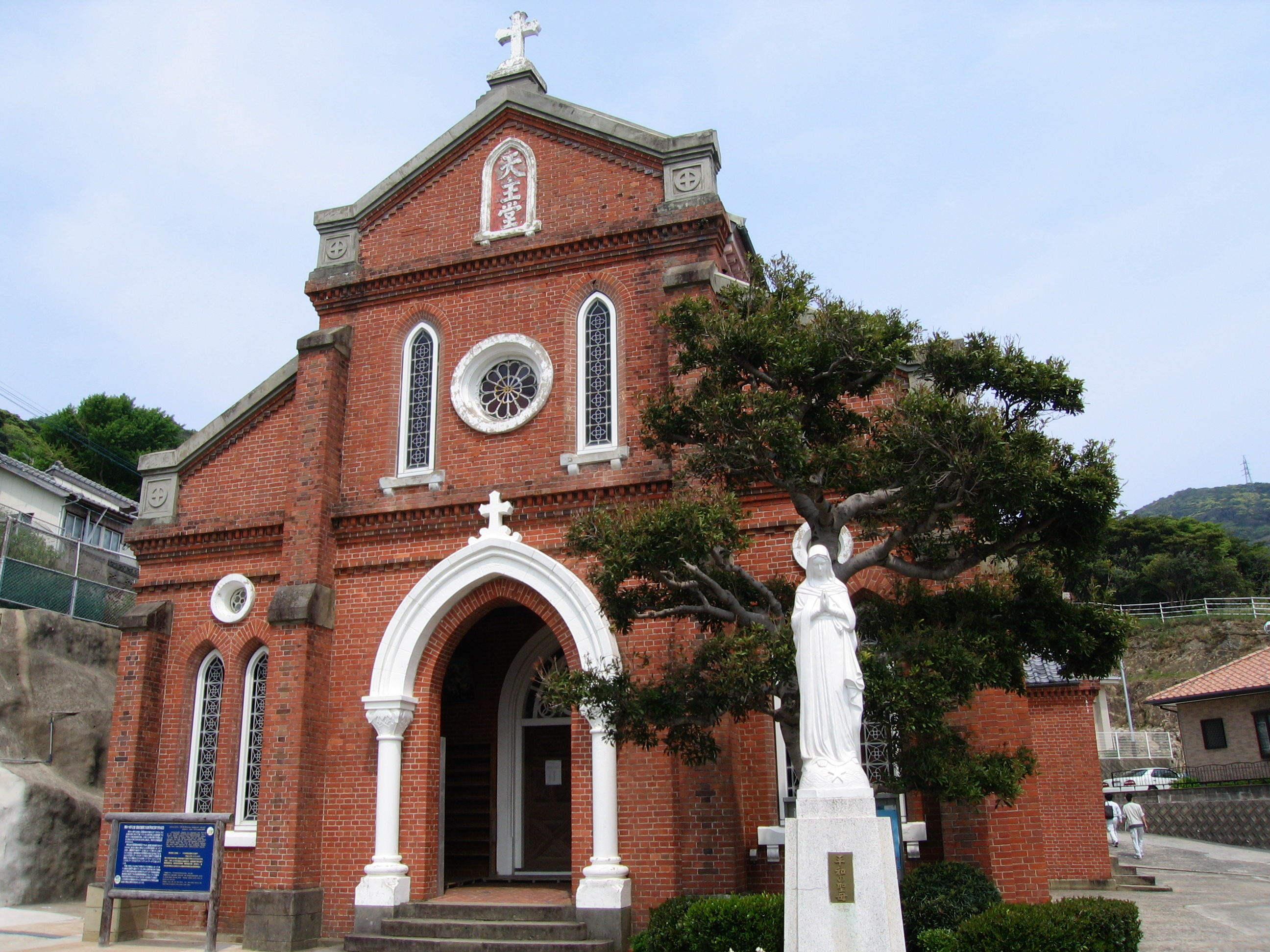
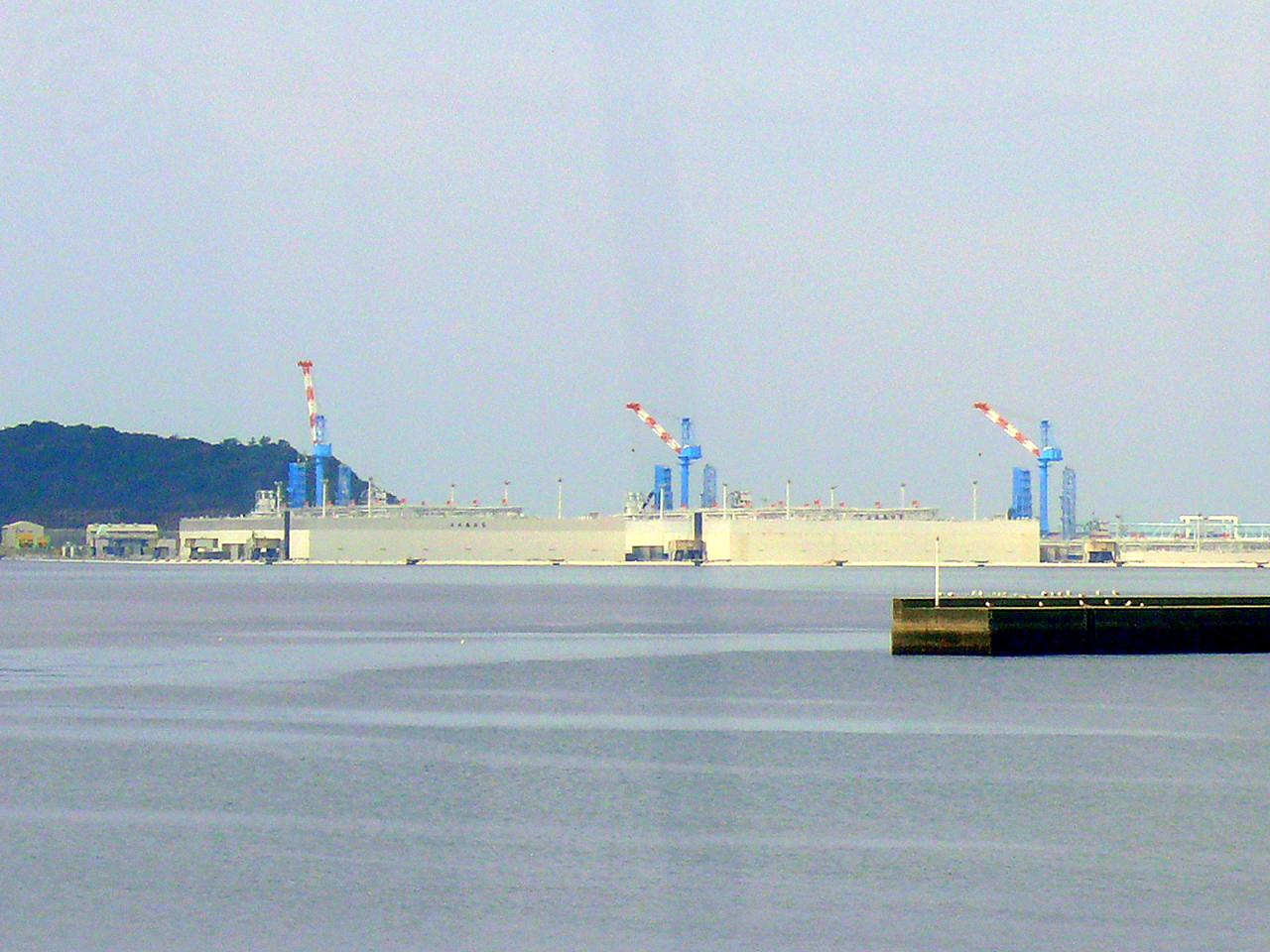
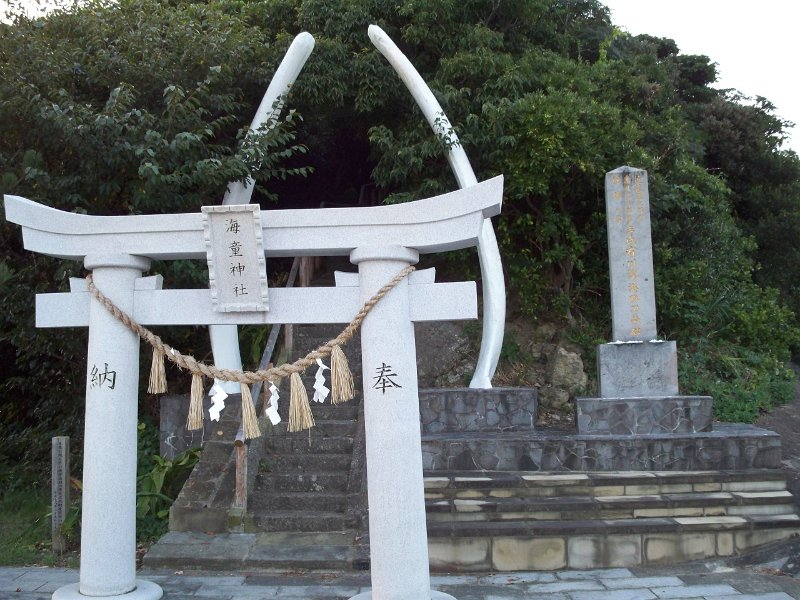
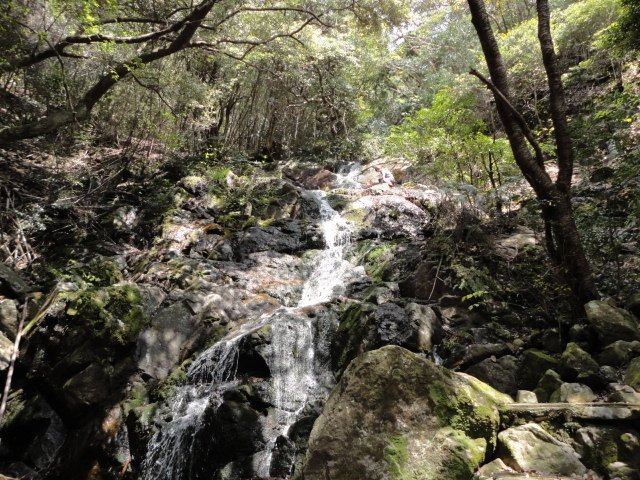
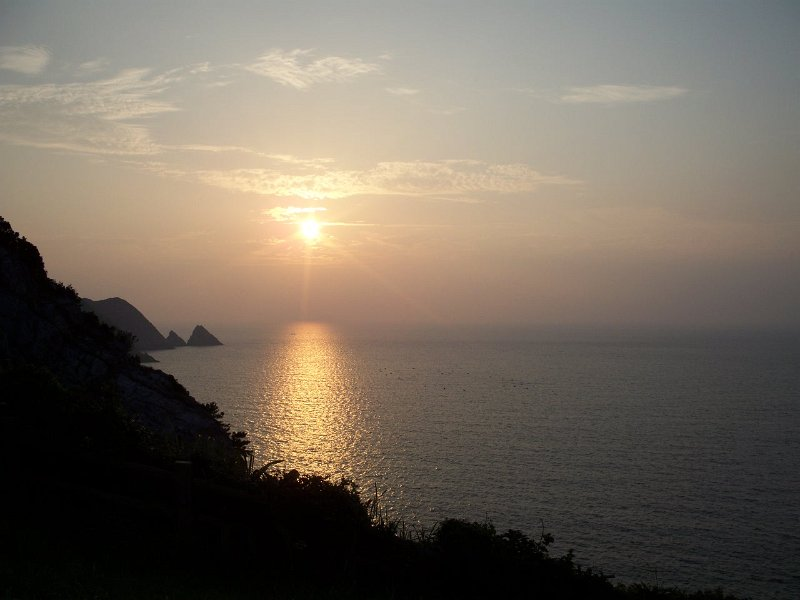
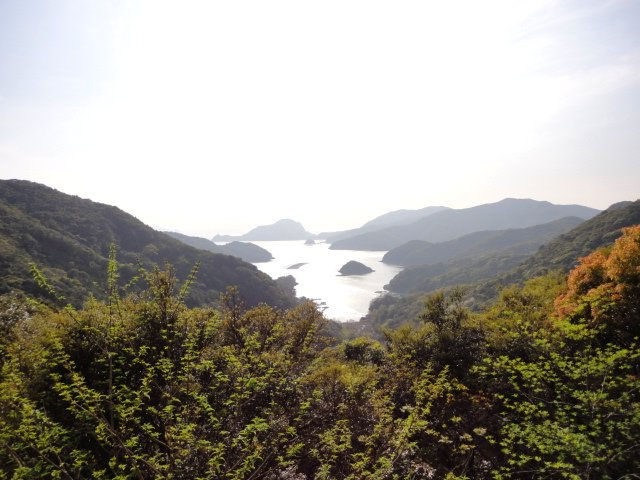
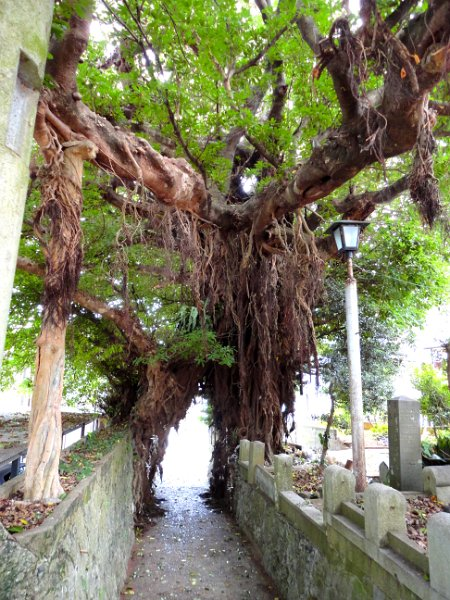
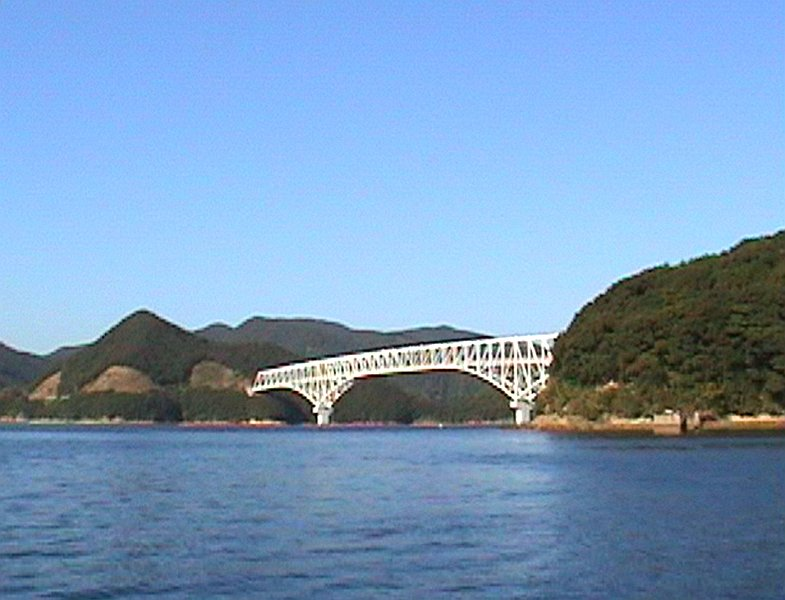
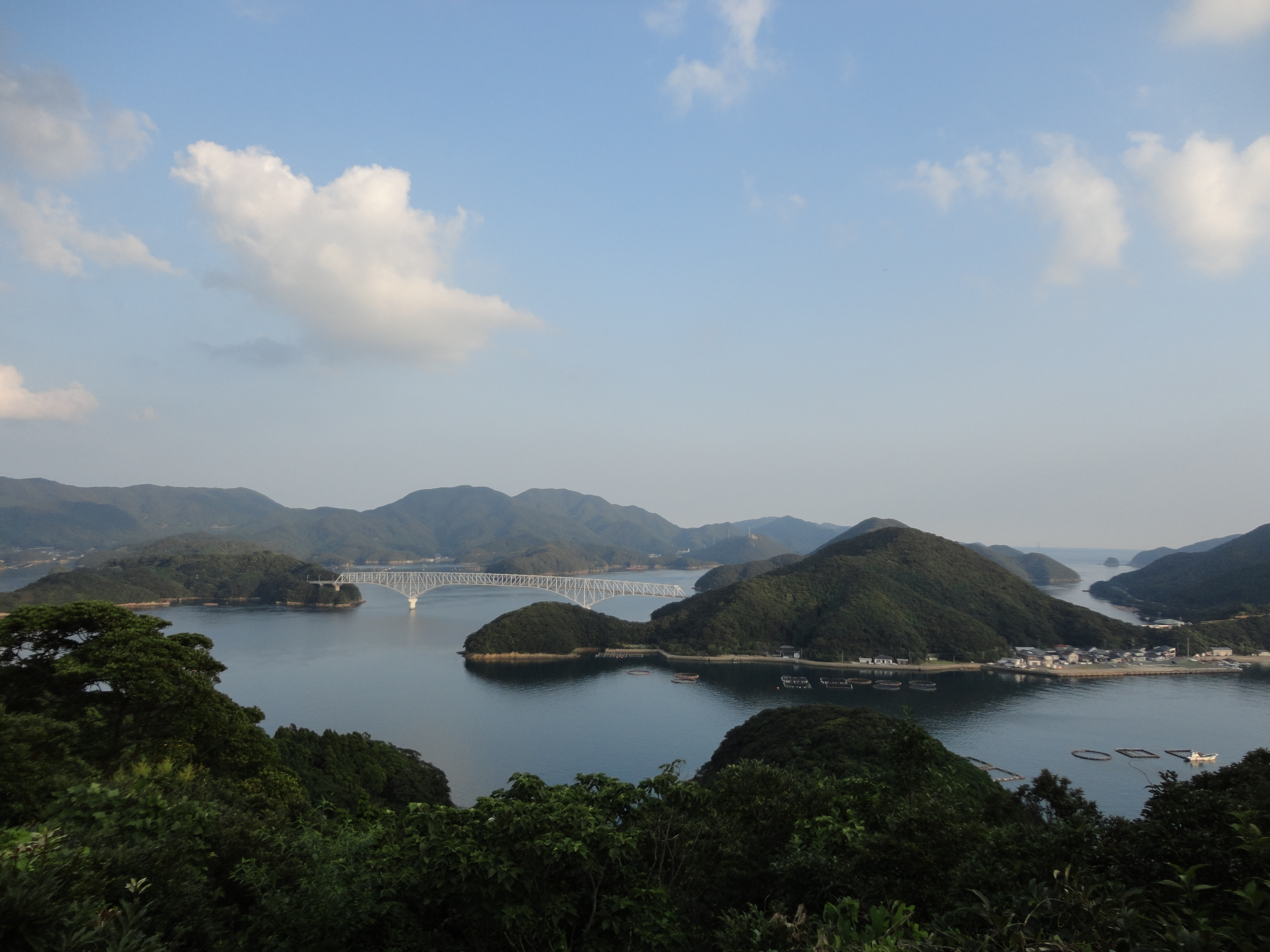